# Gil Torres
Gil Torres (zm. 11 listopada 1254) – hiszpański kardynał.

## Życiorys
Pochodził z Kastylii i był kanonikiem kapituły katedralnej w Burgos. Prawdopodobnie 17 grudnia 1216 roku papież Honoriusz III mianował go kardynałem diakonem Santi Cosma e Damiano i wezwał do Rzymu. Podpisywał bulle papieskie wydane między 14 kwietnia 1217 a 28 lipca 1246 roku. Reprezentował kastylijskie interesy w kurii papieskiej; wielokrotnie interweniował w rozwiązywanie wewnątrzkościelnych sporów w Hiszpanii. W 1234 został wybrany na arcybiskupa Tarragony, jednak nominacja ta nie została zatwierdzona przez papieża Grzegorza IX, który chciał zatrzymać go w Rzymie. Podobnie w 1247 Innocenty IV odmówił zatwierdzenia jego elekcji na arcybiskupa Toledo, które to stanowisko wiązało się z godnością prymasa Hiszpanii. Protodiakon Świętego Kolegium Kardynałów od 1250 roku. Uczestniczył w elekcjach papieskich w 1227, 1241 i 1243. Zmarł krótko przed śmiercią Innocentego IV, będąc już w bardzo zaawansowanym wieku.